# 인바역
인바역(일본어: 印場駅, いんばえき)은 일본 아이치현 오와리아사히시에 소재하는 나고야 철도 세토선의 역이다. 역 번호는 ST13이다.
오와리아사히 시의 최서단에 있다.

## 역사
- 1905년 4월 2일: 영업 개시.
- 1944년: 정지.
- 1969년 4월 5일: 폐지.
- 1995년 12월 22일: 부활, 영업 재개.
- 2006년 8월 24일: 무인화 및 역 집중 관리 시스템 도입.
- 2011년 2월 11일: IC카드 승차권 manaca 도입.
- 2012년 2월 29일: 트랜 패스 공용 종료.

## 역 구조
상대식 승강장 2면 2선의 지상역이다. 승강장 유효 길이는 6량 분 내외이다. 역사는 지하에 있고, 개찰구는 지하의 남북연결통로에 설치되어 있다. 또한, 승강장 동쪽 끝 슬로프 앞에 임시 개찰구가 있고 휠체어를 이용하는 사람 등을 위한 출입구로 이용된다.

### 승강장
| 번호 | 노선      | 방향 | 행선                    |
| ---- | --------- | ---- | ----------------------- |
| 1    | ■ 세토 선 | 하행 | 오와리세토 방면         |
| 2    | ■ 세토 선 | 상행 | 오조네・사카에마치 방면 |

역 남쪽에는 소규모이면서도 버스 터미널을 포함한 역전 광장이 정비되어 있다.

## 역 주변
- 모리야마 경찰서 인바 파출소
- 세토 신용 금고 인바 지점
- 오와리아사히 시립 하쿠호 초등학교
- 도메이 고속도로
- Uny 인바점

## 인접역
| 나고야 철도 ■ 세토선                         | 나고야 철도 ■ 세토선 | 나고야 철도 ■ 세토선            |
| -------------------------------------------- | -------------------- | ------------------------------- |
| ST12 오모리 · 긴조가쿠인마에 사카에마치 방면 | ■ 준급 ■ 보통        | 아사히마에 ST14 오와리세토 방면 |